# Kradenbach
Pour la ville de Rhénanie-du-Nord-Westphalie, voir Kredenbach (Kreuztal).
Kradenbach est une municipalité de la Verbandsgemeinde Daun, dans l'arrondissement de Vulkaneifel, en Rhénanie-Palatinat, dans l'ouest de l'Allemagne.